# Folklor amerykański
Amerykański folklor – obejmuje tradycje ludowe kontynentu północnoamerykańskiego, zarówno jego rdzennych mieszkańców (różnych plemion Indian), jak i osadników z Europy od XVI w.
Na folklor składają się zwyczaje, przesądy, opowieści, muzyka, tańce i pieśni przekazywane drogą ustną, a także wytwory materialne społeczności i grup etnicznych kontynentu amerykańskiego. W Stanach Zjednoczonych, kraju masowej imigracji, daje to pole do szczególnie szerokich badań, zwłaszcza komparatywnych.
Współcześnie naukowcy amerykańscy zajmują się także w ramach badań nad folklorem tzw. legendami miejskimi – urban legend, które przekazywane są za pomocą nowoczesnych środków, takich jak radio, telewizja, internet (portale społecznościowe, listy dyskusyjne) oraz telefony komórkowe (smsy).

## Zarys historii folklorystyki amerykańskiej
W Stanach Zjednoczonych zorganizowane zbieranie i studiowanie folkloru amerykańskiego rozpoczęło się w drugiej połowie XIX wieku. W 1888 r. zostało założone American Folklore Society. Jedną z głównych przyczyn powstania folklorystyki w USA była zwiększająca się imigracja. Chociaż dziś folklorystyka jest liberalna i inkluzywna, to w przeszłości ruch folklorystyczny był ruchem konserwatywnym i ekskluzywnym. Właściwie aż do początku XX wieku amerykański folkloryzm zajmował się prawie wyłącznie balladami, ustnymi opowieściami i wyrobami rękodzieła wytworzonymi przez potomków emigrantów z wysp brytyjskich osiadłych w Nowej Anglii i rejonie Appalachów. Paradoksalnie dodano do tego pieśni i opowieści Afroamerykanów i to tylko dlatego, że obawiano się zaniku czarnej kultury w związku ze zniesieniem niewolnictwa na południu po wojnie secesyjnej. Dla konserwatywnej folklorystyki było to jakby zachowanie czegoś w rodzaju antebellum status quo.
Rozwój folklorystyki amerykańskiej polegał na przechodzeniu z pozycji konserwatywnych na liberalne. Uwidoczniło się to w poszerzaniu zakresu zainteresowań. Dziś folklor obejmuje wyróżniające się wytwory prawie każdej grupy, która może być określona etnicznie, narodowościowo, regionalnie, socjalnie i zawodowo. Dotyczy to ludzi żyjących i będących w różnym wieku; bada się nawet twórczość dzieci. W przeszłości badano tylko ludzi w starszym wieku, jako tzw. przekazicieli tradycji. I folkloryści zajęli się także folklorem miejskim.
W końcu folkloryści amerykańscy zauważyli, że naród amerykański składa się z imigrantów. Rozpoczęto badania folkloru amerykańskich Włochów, Greków, Polaków, Niemców itd. Bada się np. czy folklor Polaków jest tylko folklorem polskim w Ameryce, czy przeistoczył się już w nową jakość – folklor polsko-amerykański.
Ponieważ jedynymi nieimigrantami w Stanach Zjednoczonych są prawdziwi Amerykanie nazywani Indianami, folklorystyka zajęła się wszystkimi aspektami ich folkloru. Niektóre jego elementy zostały włączone już dawno do folkloru ogólnoamerykańskiego jak np. Bigfoot (właściwie Sasquatch, z języka Indian Saliszów se'sxac – dziki człowiek).

## Niektóre tematy zajmujące folklorystykę amerykańską

### Badania tradycyjne
- Folk
  - Ballady
    - Ballady Childe’a (ang. Child Ballads)
    - Ballady bluesowe (ang. Blues Ballads) (blues)
    - Ballady publikowane (ang. Broadside Ballads)
    - Ballady sentymentalne (ang. Parlor Ballads)

  - Kolędy
  - Kołysanki
  - Tańce
  - Szanty
  - Sztuka ludowa
- Opowieści
  - Alamo
  - Bogey, Bogeyman (legendarna potworna, zła postać)
  - Legendy
  - Mity
- Katastrofy
- Diabeł
- Czary, zaklęcia
- Gry
- Halloween
- Różdżkarstwo
- Rękodzieło
  - Koszykarstwo
  - Wyszywanie, dzierganie itp.
  - Pikowane kołdry, narzuty (ang. quilts)
- Rzemiosło
  - Kowalstwo
- Czary i czarownice
- Medycyna ludowa
- Wampir
- Zbrodnie i kryminaliści
- Postacie
  - Amos ’n’ Andy
  - Johnny Appleseed
  - Elfego Baca (1865-1945)
  - Barbara Allen
  - Sam(uel) Bass (1851-1878)
  - Roy Bean (ok. 1823-1903)
  - Billy the Kid (ok. 1859-1881)
  - Black Bart (1832-ok. 1917) (Charles E. Boles)
  - Daniel Boone (1734-1820)
  - Lizzie Borden (1860-1927)
  - Jim Bridger (1804-1881)
  - Brother Jonathan (symboliczna)
  - Buffalo Bill (1846-1917) (William F. Cody)
  - Paul Bunyan (fikcyjna postać)
  - Kit Carson (1809-1868) (Christopher Houston Carson)
  - Casey Jones (1863-1900) (John Luther 'Casey' Jones)
  - Butch Cassidy i Sundance Kid
  - Ned Cobb (1885-1973)
  - Gregorio Cortez (1875-1916)
  - Crazy Horse (ok. 1840-1877)
  - Davy Crockett (1786-1836)
  - Curanderos ludowi uzdrawiacze
  - George Armstrong Custer (1839-1876)
  - Wyatt Earp (1848-1929) (Wyatt Berry Stapp Earp)
  - Mike Fink (1770/80-1823)
  - Geronimo (ok. 1823-1909)
  - Frank James (1843-1915)
  - Jesse James (1847-1882)
  - John Henry (bd)
  - George Knox (1862-1892)
  - Kowboje
  - Mammy (czarna niania białych dzieci)
  - Gib Morgan (1842-1909)
  - Pielgrzymi i purytanie
  - Pocahontas (ok. 1595-1617)
  - Railroad Bill (Morris Slater)
  - Paul Revere (1735-1818)
  - Rip Van Winkle (postać fikcyjna)
  - Sambo (stereotyp Afroamerykanina)
  - Sitting Bull (ok. 1831-1890)
  - Squanto (ok. 1580-1622)
  - Stagolee (Stagger Lee, Stackerlee, Stackalee, Stagolee)
  - Wujek Remus (ang. Uncle Remus)
  - Wujek Sam (ang. Uncle Sam)
  - Yankee Doodle

### Badania współczesne
- Folklor homoseksualistów
  - Opowieści o AIDS
- Folklor związany z UFO
  - Porwania przez kosmitów
  - Stefa 51 (ang. Area 51) (związany także z tematem teorii spiskowych)
  - Kręgi w zbożu
  - Incydent w Roswell
- Astrologia
- Bomba atomowa
- Baseball
- Trójkąt Bermudzki
- Kryptozoologia, kryptydy
  - Wielka Stopa
  - Skunk ape
  - Squonk
  - Jackalope
  - Mothman
  - Diabeł z New Jersey
  - Bestia z Elmendorf
- Polish jokes (dowcipy o stereotypowych Polakach)
- Dowcipy o prawnikach
- Kultura motocyklistów
  - Gangi motocyklowe
- Breakdancing
- Naklejki na zderzaki
- Folklor college’ów
- Folklor komputerowy
  - Społeczność hakerów
- Folklor imigrantów
- Folklor wojskowy
- Graffiti
- Gremliny
- Konspiracja, teorie spiskowe
- Legendy miejskie (Urban Legend)
- rap
- Tatuaż
- Więzienne pieśni pracy
- Zbrodnie i kryminaliści
- Voodoo i hoodoo
- Postacie
  - Al Capone (Scarface) (1899-1947)
  - John Dillinger (1903-1934)
  - Joe Hill (1879-1915)
  - Hobo, tramp
  - Kierowcy ciężarówek (ang. truckers)
  - Joe Magarac
  - Marilyn Monroe (1926-1962)
  - Eliot Ness (1903-1957)
  - Pecos Bill (fikcyjna postać)
  - Elvis Presley (1935-1977)
  - Robert Johnson (1911-1938)
  - Superman
  - Tarzan

## Ważniejsze postacie folklorystyki amerykańskiej (badacze i kolekcjonerzy)
- Moses Asch (1905-1986) (założyciel Folkways Records, warszawiak, syn pisarza Szaloma Asza)
- Mary Hunter Austin (1868-1934)
- Marius Barbeau (1883-1969)
- Mary Elizabeth Barnicle (1891-1978)
- Mac E. Barrick (1933-1991)
- Phillips Barry (1880-1937)
- William R. Bascom (1912-1981)
- Fletcher S. Bassett (1847-1893)
- Ernest Warren Baughman (1916-1990)
- Earl Clifton Beck (1891-1977)
- Martha Warren Beckwith (1871-1959)
- Henry Marvin Belden (1868-1954)
- Ruth Benedict (1887-1948)
- Franz Boas (1858-1942)
- Ralph Steele Boggs (1901-1994)
- Banjamin A. Botkin (1901-1975)
- John Mason Brewer (1896-1975)
- Paul G. Brewster (1898-?)
- Bertrand Harris Bronson (1902-1985)
- Frank Clyde Brown (1870-1943)
- Arthur Leon Campa (1905-1978)
- Joseph Campbell (1904-1987)
- Marie Alice Campbell (1903-1980)
- Olive Dame Campbell (1882-1954)
- Loman D. Cansler (1924-1992)
- Carl Lamson Carmer (1983-1976)
- Joseph Médard Carrière (1902-1970)
- James Francis Child (1825-1896)
- Abbie Holmes Christensen (1852-1938)
- Robert Perry Christeson (1911-1992)
- Josiah H. Combs (1886-1960)
- Jack Conroy (1898-1990)
- Thomas Frederick Crane (1844-1927)
- Helen Creighton (1899-1989)
- Levette Jay Davidson (1894-1957)
- Arthur Kyle Davis Jr. (1897-1972)
- Frances Densmore (1867-1957)
- J. Frank Dobie (1888-1964)
- Richard M. Dorson (1916-1981)
- Katherine Dunham (1909-2006)
- Fannie Hardy Eckstorm (1865-1946)
- Duncan B.M. Emrich (1908-1977)
- Aurelio Macedonlo Espinosa (1880-1958)
- Austin E. Fife (1909-1986)
- Alcée Fortier (1856-1914)
- Emelyn Elizabeth Gardner (1872-1987)
- Anna Hadwick Gayton (1899-1977)
- Gordon Hall Gerould (1877-1953)
- Robert Winslow Gordon (1888-1961)
- John Greenway (1919-1991)
- Francis Barton Gummere (1855-1919
- Wayland D. Hand (1907-1986)
- Joel Chandler Harris (1848-1908)
- Mellinger Edward Henry (1873–1946)
- Melville Herskovits (1895-1963)
- George Herzog (1901-1983)
- Dorothy Mills Howard (1902-1996)
- Arthur Palmer Hudson (1892-1978)
- Zora Neale Hurston (1891-1960)
- George Pullen Jackson (1874-1953)
- Thelma Grey James (1899-1988)
- Raymond Deloy Jameson (1895-1959)
- William Hugh Jansen (1914-1979)
- Guy Benton Johnson (1901-1991)
- Louis Clark Jones (1908-1990)
- Edwin Capers Kirkland (1903-1972)
- George Lyman Kittredge (1860-1941)
- Karl Knortz (1841-1918)
- Sarah Gertrude Knott (1898-1984)
- George Korson (1899-1967)
- Rae Rosenblatt Korson (1901-1990)
- Alexander Haggerty Krappe (1894-1947)
- Gertrude Prokosch Kurath (1903-1992)
- Luc Lacourcière (1910-1989)
- MacEdward Leach (1892-1967)
- Hector H. Lee (1908-1992)
- Alan Lomax (1915-2002)
- John Lomax (1867-1948)
- Grant C. Loomis (1901-1963)
- Albert Bates Lord (1912-1991)
- Katherine Luomala (1907-1992)
- Otis Tufton Mason (1838-1908)
- James Mooney (1861-1921)
- Ruth Ann Musick (1897-1974)
- William Wells Newell (1839-1907)
- John Jacob Niles (1892-1980)
- Howard Washington Odum (1884-1954)
- Mary Alicia Owen (1850-1935)
- Mary Celestia Parler (1905-1981)
- Milman Parry (1902-1935)
- Louise Pound (1872-1958)
- Richard August Reuss (1940-1988)
- W. Edson Richmond (1916-1994)
- Franz Rickaby (1889-1925)
- Ralph Carter Rinzler (1934-1994)
- Leonard Ward Roberts (1912-1983)
- Emily Dorothy Scarborough (1878-1935)
- Henry Rowe Schoolcraft (1793-1864)
- Charles Seeger (1886-1979)
- Cecil James Sharp (1859-1924)
- Alfred L. Shoemaker (1913-)
- Henry Wharton Shoemaker (1882-1958)
- Charles M. Skinner (1852-1907)
- Grace Partridge Smith (1869-1959)
- Thomas Washington Talley (1870-1952)
- Archer Taylor (1890-1973)
- Jeannette Bell Thomas (1881-1982)
- Harold W. Thompson (1891-1963)
- Stith Thompson (1885-1976)
- Silas Claiborn Turnbo (1844-1925)
- Francis Lee Utley (1907-1974)
- Ivan H. Walton (1893-1968)
- Anne Locher Warner (1905-1991)
- Frank Warner (1903-1978)
- Newman Ivey White (1892-1948)
- D.K. Wilgus (1918-1989)
- John Quincy Wolf Jr. (1901-1972)

## Organizacje

### Organizacje badawcze
- American Folklife Center (1976)
- American Folklore Society (1888)
- Archive of Folk Culture (1928)
- Center for the Study of Southern Culture
- Smithsonian Institution

### Firmy nagraniowe
- Arhoolie Records
- Folkways Records
- Rounder Records